# Calvin Jong-a-Pin
Calvin Jong-a-Pin est un footballeur néerlandais né le 18 juillet 1986 à Amsterdam. Il évolue au poste d'arrière gauche.

## Palmarès
SC Heerenveen
- Vainqueur de la Coupe des Pays-Bas 2009

Pays-Bas espoirs
- Vainqueur du Championnat d'Europe espoirs 2007